# توتاك

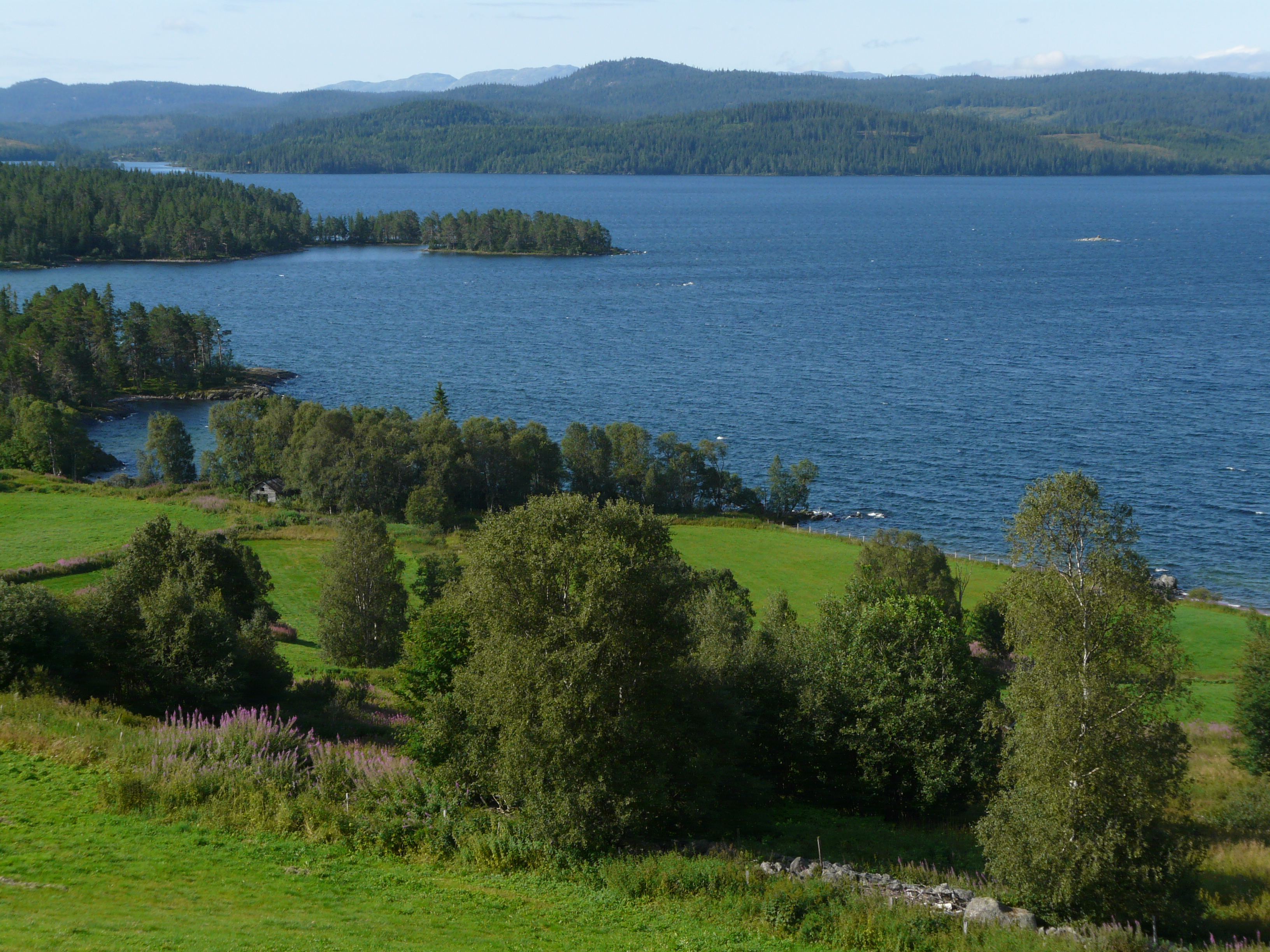
بحيرة توتاك

بحيرة توتاك هي بحيرة في بلدية فينيه في مقاطعة تلمارك، النرويج. البحيرة هي جزء من نهر شين، التفريغ يكون عبر نهر توكه إلى بحيرة بانداك. يبلغ عمق البحيرة 306 م لذلك تعتبر بحيرة توتاك هي عاشر أعمق بحيرة في النرويج. يصدف أنها بحيرة تشكلت جليدياً. حجمها 2.36 كيلومتر مكعب، مما يجعلها تاتي بالمرتبة العشرين من حيث المساحة كذلك.
وهو جزء من محطة توكه لتوليد الطاقة الكهرومائية.

## روابط خارجية
- Web camera showing Lake Totak